# Dianthus stenopetalus
Dianthus stenopetalus là loài thực vật có hoa thuộc họ Cẩm chướng. Loài này được Griseb. mô tả khoa học đầu tiên năm 1843.